# Octolasmis aymonini
Octolasmis aymonini är en kräftdjursart som beskrevs av Lessona och Tapparone-Canefri 1874. Octolasmis aymonini ingår i släktet Octolasmis och familjen Poecilasmatidae.

## Underarter
Arten delas in i följande underarter:
- O. a. aymonini
- O. a. geryonophila